# Кристеллер, Пауль Оскар
Пауль Оскар Кристеллер (англ. Paul Oskar Kristeller; 22.05.1905, Берлин — 07.06.1999, Нью-Йорк) — американский историк и философ, внесший неоценимый вклад в процесс реабилитации Ренессанса как самостоятельной исторической эпохи. Ему также принадлежит оригинальная интерпретация гуманизма, во многом продиктованная его пониманием философии.
Именной профессор Колумбийского университета (эмерит). Член Американского философского общества (1974). Награждён Медалью Хаскинса Американской академии медиевистики (1992).

## Биография
Родился в богатой еврейской семье Генриха и Алисы Кристеллер. Родители умрут в заключении, ожидая отправки в один из немецких лагерей смерти.
Докторскую степень получил в Гейдельбергском университете в 1929(?) году. Среди его учителей были Ernst Hoffmann и Мартин Хайдеггер (причем, как отмечают, несмотря на то, что на личном уровне К. был глубоко увлечен вторым, именно первый оказал на него более решающее влияние).
После прихода к власти нацистов в 1933 году — переехал в Италию, которую покинул после принятия в 1938 году расовых законов Муссолини. В Италии в 1935—1938 годах преподавал в Высшей педагогической школе. C 1939 года в США. Тогда же преподавал философию в Йеле, с осени того же года и до конца жизни преподаватель Колумбийского университета — с 1948 года профессор (полный с 1956 года), с 1968 года именной, с 1973 года эмерит. В 1965 году получал предложение перейти в Гарвард, но отказался.
Признавая гуманизм одним из ключевых явлений Ренессанса, Кристеллер, однако, не стал искать в нём философского основания. Если другие учёные видели в гуманизме и философский, и филологический аспекты, то Кристеллер настаивал на том, что гуманизм, вышедший из studia humanitatis, имел дело с вопросами исключительно лингвистическими и не касался онтологии.
Его другом был Эдвард Ловинский, они были знакомы еще со студенческих времен в Гейдельберге. Также его другом был Ханс Барон.
Среди наград — Premio Galileo Galilei (1968). Получил почетную степень Римского университета.
С 1940 года женат, супруга Эдит, с 1992 года вдовец.